# San Antonio Copalar
San Antonio Copalar är en ort i Mexiko.   Den ligger i kommunen Socoltenango och delstaten Chiapas, i den sydöstra delen av landet, 800 km sydost om huvudstaden Mexico City. San Antonio Copalar ligger 647 meter över havet och antalet invånare är 118.
Terrängen runt San Antonio Copalar är kuperad västerut, men österut är den platt. Runt San Antonio Copalar är det ganska glesbefolkat, med 35 invånare per kvadratkilometer. Närmaste större samhälle är San Vicente la Mesilla, 7,7 km nordost om San Antonio Copalar. Omgivningarna runt San Antonio Copalar är en mosaik av jordbruksmark och naturlig växtlighet.